# 아테나 니케의 신전

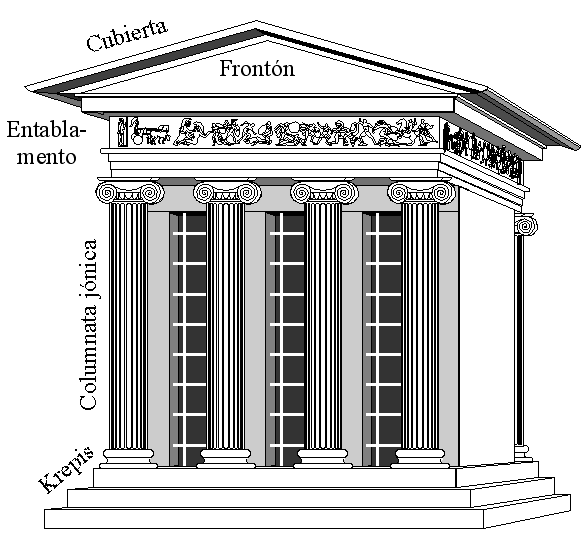
신전의 복원도

아테나 니케의 신전(Naos tis Athinas Nikis)은 그리스 아테네의 아크로폴리스에 위치하여 아테나 여신을 모시던 신전이다. 니케는 그리스어로 "승리"를 의미하고, 지혜의 여신 아테나는 "아테나 니케"(Athena Nike)라는 이름으로 숭배되었다. 아크로폴리스 초기의 이오니아 양식이며, 프로필라이아(아크로폴리스의 정문) 오른쪽의 가파른 용마루 성보의 남서쪽에 위치하고 있었다.
18세기 요새를 지을 석재를 구하려는 튀르키예인들에 의해 허물어졌지만 나중에 파괴된 요새에서 돌을 가져와 다시 복구했다.